# NÖLB E
Bei den als Reihe E von der Niederösterreichischen Landesbahnen beschafften und zwischenzeitlich als ÖBB-Baureihe 1099 bezeichneten Lokomotiven handelt es sich um speziell für die schmalspurige Mariazellerbahn entwickelte Elektrolokomotiven. Aufgrund des einzigartigen Stromsystems, das bei der Mariazellerbahn verwendet wird, und der Tatsache, dass es sich um Schmalspurlokomotiven handelt, können die Lokomotiven der Reihe 1099 auch heute noch ausschließlich auf dieser Strecke eingesetzt werden.
Mit einer Dienstzeit von über 102 Jahren waren die Elektrolokomotiven der Reihe 1099 im Jahr 2013 die weltweit ältesten im Planeinsatz befindlichen elektrischen Schmalspurlokomotiven. Der Planeinsatz endete am 27. Oktober 2013, allerdings wurden mit Stand 2024 weiterhin Lokomotiven der Reihe für regelmäßigen touristischen Verkehr, Schneeräumarbeiten und manchmal auch bei Bauzügen verwendet.

## Geschichte

### 1910–1923: Niederösterreichische Landesbahnen

E 1 (später ÖBB 1099.01) im Auslieferungszustand am Alpenbahnhof in St. Pölten (1910)

Die Mariazellerbahn war auf Betreiben von Ing. Eduard Engelmann, dem Baudirektor des Niederösterreichischen Eisenbahnamtes, als erste lange Überlandbahn in Österreich mit Wechselstrom für den Lokomotivbetrieb elektrifiziert worden. Als Frequenz wurde 25 Hz gewählt, da man damals bei den sonst üblichen 50 Hz den Bau von Einphasen-Motoren noch nicht brauchbar beherrschte. Die Elektrolokomotiven (Reihe E, ab 1953 ÖBB Reihe 1099) sowie die ortsfesten Anlagen samt Kraftwerk Wienerbruck und Elektrifizierung der zu einem großen Teil in sehr unwegsamen Gelände verlaufenden Bergstrecke konnten in etwas mehr als drei Jahren von den Österreichischen Siemens-Schuckert-Werken (ÖSSW) unter ihrem Projektleiter Robert Stix bzw. Rudolf Elmayer-Vestenbrugg und den Landesbahnen fertiggestellt werden.
Die Niederösterreichischen Landesbahnen entschieden sich neben anderen untersuchten Varianten letztendlich für eine sechsachsige Lokomotive mit zwei dreiachsigen Drehgestellen. Der elektrische Teil wurde von den ÖSSW in Wien hergestellt. Der mechanische Teil stammte bei 13 Lokomotiven von Krauss & Comp. in Linz, die E 15 und 16 wurden hingegen von der Lokomotivfabrik Floridsdorf gefertigt. Weiters wurde entweder die E 14 oder nach anderer Quelle die E 8 von der Grazer Waggonfabrik hergestellt.
Die Anlieferung des ersten Exemplars der zunächst als Reihe E bezeichneten Elektrolokomotive erfolgte vor dem April 1910 an die Betriebswerkstatt in St. Pölten Localbahn, heute St. Pölten Alpenbahnhof. Ab 11. April 1910 wurden im Nahbereich von St. Pölten erste Probefahrten unternommen. Der erste planmäßige Zug mit einer elektrischen Lokomotive fuhr am 27. März 1911. Er wurde in Kirchberg an der Pielach von der E 3 übernommen und bis Laubenbachmühle befördert. Anschließend fanden weitere Fahrten noch im Mischbetrieb mit Dampflokomotiven statt, die der Betriebserprobung sowie der Personalschulung dienten. Ab dem 1. Mai 1911, dem Beginn des Sommerfahrplans, wurde der planmäßige elektrische Betrieb mit für die Elektroloks angepassten Fahrzeiten aufgenommen. Die Lokomotiven ermöglichten eine Senkung der Fahrzeit um über eine Stunde.
1914 endete nach Anlieferung der E 16 die Beschaffung dieser Lokbaureihe.

### 1923–1938: Bundesbahnen Österreichs (BBÖ)
Die Österreichischen Bundesbahnen führten die Loks weiterhin als Reihe E in ihrem Fahrzeugbestand ein, am Einsatz änderte sich naturgemäß nichts.

### 1938–1946: Deutsche Reichsbahn
Nachdem die Bundesbahnen Österreichs nach dem Anschluss Österreichs an Deutschland im Jahre 1938 in der Deutschen Reichsbahn aufgegangen waren, wurden die Loks fortan als Baureihe E 99 bezeichnet.

### 1946–2010: Österreichische Bundesbahnen (ÖBB)

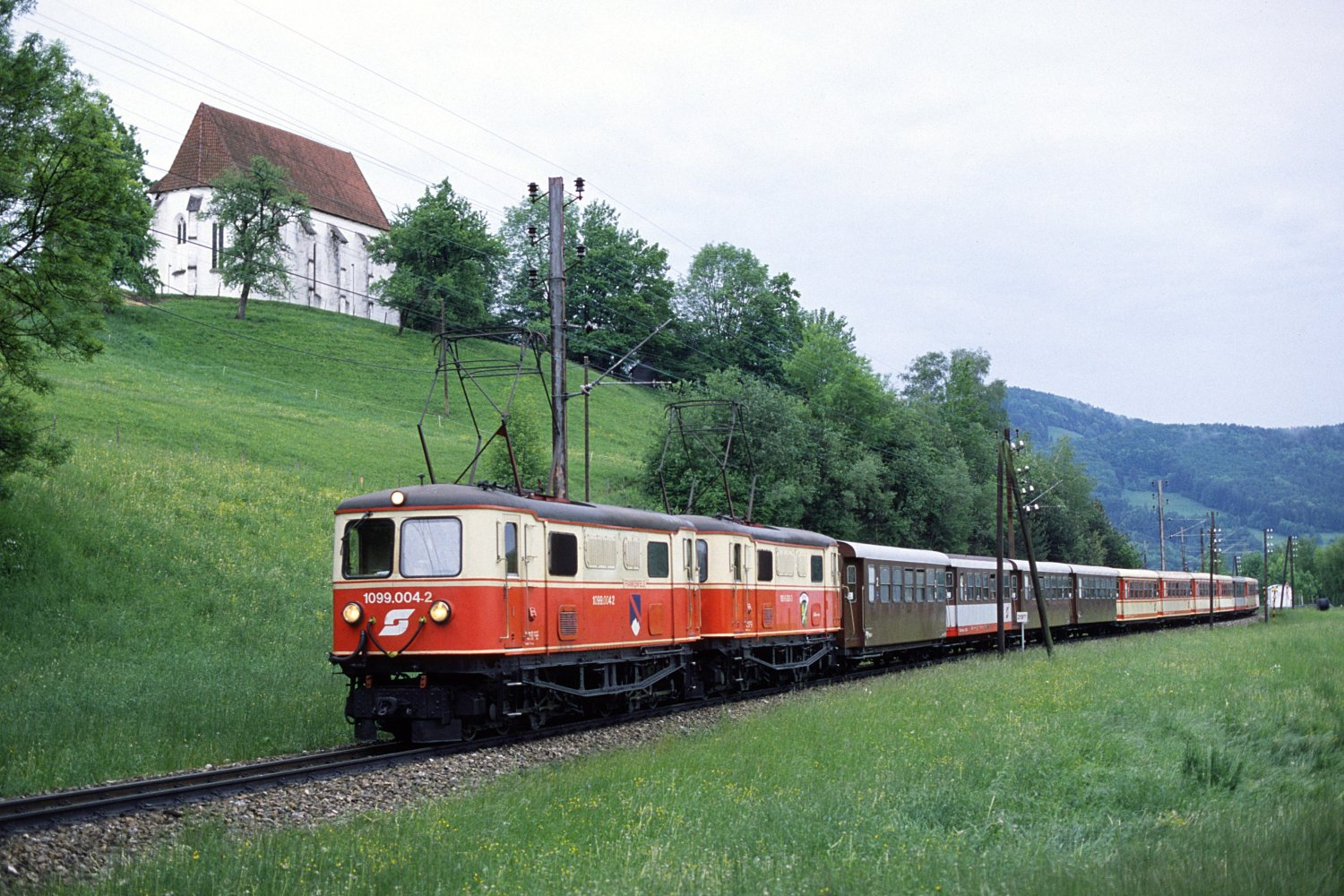
1099 in Doppeltraktion bei Tradigist (2004)

Nach dem Ende des Zweiten Weltkrieges beanspruchte die sowjetische Besatzungsmacht die in ihren Besatzungszonen verbliebenen Fahrzeuge als Beute und versahen die mit dem Präfix T (für „Trofeja“ = Beute). Aufgrund eines Fehlers im zentralen Verteiler fehlte bei der Aussendung dieser Anweisung jedoch das Heizhaus St. Pölten Alpenbahnhof, so dass die Maschinen weiterhin mit ihren Reichsbahn-Betriebsnummern im Einsatz standen. Mit Wiedererlangung der staatlichen Souveränität Österreichs wurden die Loks von den wieder erstandenen Österreichischen Bundesbahnen als Reihe 1099 in ihr neues Nummernschema übernommen.
Nachdem die Loks knapp fünfzig Jahre im Einsatz gewesen waren, wurden sie zwischen 1959 und 1962 grundlegend modernisiert. Der Lokkasten wurde komplett erneuert, die Fahrzeuge wurden neu verkabelt, mit einer pneumatischen Schützensteuerung und einer neuen Druckluft-Zusatzbremse ausgestattet. Rahmen, Fahrmotoren, Transformatoren, Antrieb und Drehgestelle blieben unverändert. Nach dem Umbau waren sie nur mehr mit einem Stromabnehmer ausgestattet.
Der erste und bisher einzige Verlust einer Lok der Reihe 1099 trat am 11. Februar 1981 ein, als ein talwärtsfahrender und mit der Lok 1099.15 bespannter Zug aufgrund überhöhter Geschwindigkeit vom Buchberggraben-Viadukt stürzte, wobei der Lokführer getötet wurde. Die Maschine musste daraufhin an Ort und Stelle zerlegt werden.
Fünf Loks wurden in den Jahren ab 2000 in der Betriebswerkstatt in St. Pölten Alpenbahnhof abgestellt und teilweise als Ersatzteilspender herangezogen, so dass in Folge nur noch zehn Maschinen zum betriebsfähigen Bestand gezählt wurden. Dreizehn der Lokomotiven wurden offiziell nach Gemeinden an der Mariazellerbahn benannt und mit deren Wappen versehen. Einige trugen zusätzlich vom Personal vergebene Spitznamen, die teilweise ebenfalls auf den Lokkästen angeschrieben waren. Ab Mitte der 1990er-Jahre wurde bei drei Lokomotiven zusätzlich eine Druckluftbremseinrichtung für den Zug eingebaut, um damit bei Bedarf die druckluftgebremsten Triebzüge der Reihe 4090 abzuschleppen. 2007 wurde der Erlebniszug Ötscherbär eingefügt, und die 1099.007, 010 und 013 tragen inzwischen den braunen Ötscherbär-Anstrich. Dadurch verloren die 010 sowie die 013 ihr Wappen. Die 012 bekam das Hofstetten-Grünau-Gemeindewappen. Das Annaberg-Gemeindewappen wurde seit 2007 nicht mehr getragen.

### Seit 2010: NÖVOG

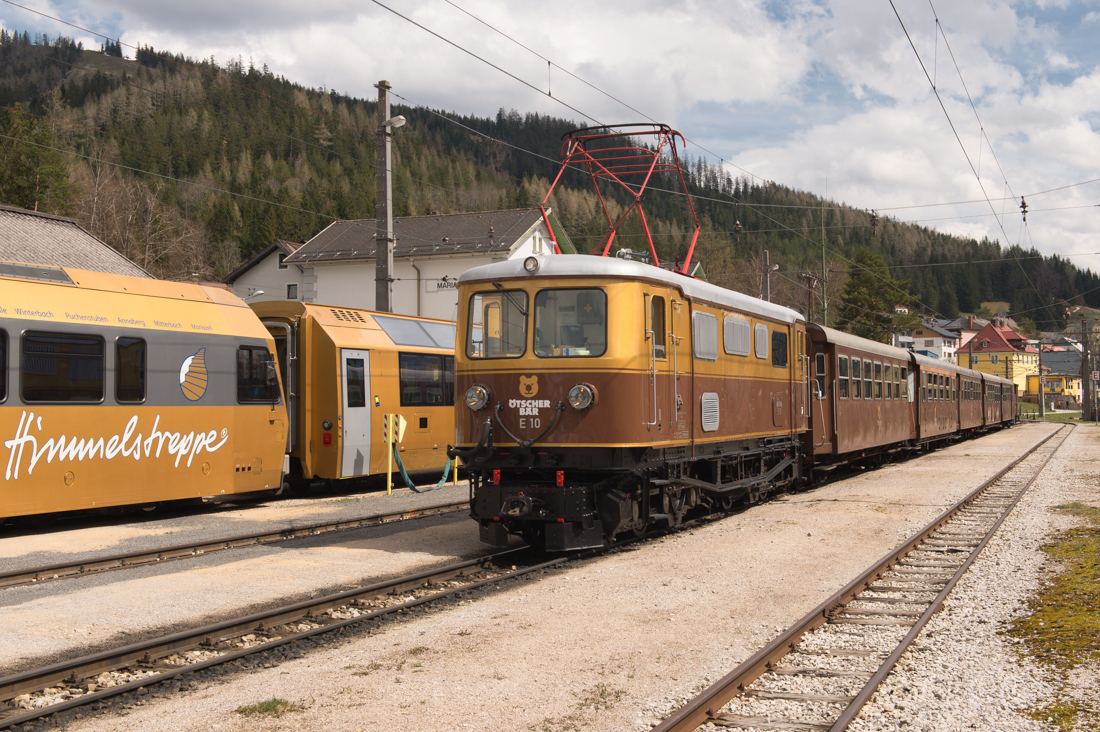
NÖVOG E 10 im Neulack im Bahnhof Mariazell (1. Mai 2021)

Mit Beginn des Winterfahrplanes 2010/2011 am 12. Dezember 2010 gingen die Infrastruktur, die Betriebsführung sowie sämtliche Betriebsmittel der Mariazellerbahn auf die Niederösterreichische Verkehrsorganisationsgesellschaft über, die die Loks vorerst weiterhin als Reihe 1099 betrieb. Das Erscheinungsbild der Lokomotiven änderte sich dadurch nur unwesentlich: Die ÖBB-Logos wurden entfernt und auf jeder Lokseite ein NÖVOG-Schriftzug angebracht, die Fronten blieben zunächst kahl. Die 1099.007 wurde nach einer Teilausbesserung im Mai 2011 zur dritten Ötscherbär-Lokomotive, aber weiterhin mit dem Wappen von Mariazell versehen, wieder in Betrieb genommen.
Durch die sukzessive Auslieferung der neuen, speziell für den Einsatz unter den besonderen Rahmenbedingungen der Mariazellerbahn konstruierten dreiteiligen Triebwagen des Schweizer Triebfahrzeugherstellers Stadler Rail konnten die Loks der Reihe 1099 Ende Oktober 2013 nach mehr als 102 Jahren täglichen, planmäßigen Einsatzes aus dem Plandienst auf der Mariazellerbahn genommen werden. Am 27. Oktober 2013 beförderte die in klassischem Jaffa-Look lackierte und mit einer Gedenktafel versehene 1099.14 den letzten Planzug R 6816 von Mariazell nach St. Pölten Hbf.
Anschließend blieb zumindest der Touristikzug Ötscherbär an Wochenenden bestehen und wurde weiterhin mit den nunmehr wieder als Reihe E bezeichneten Lokomotiven bespannt.

## Lokomotivliste und Verbleib

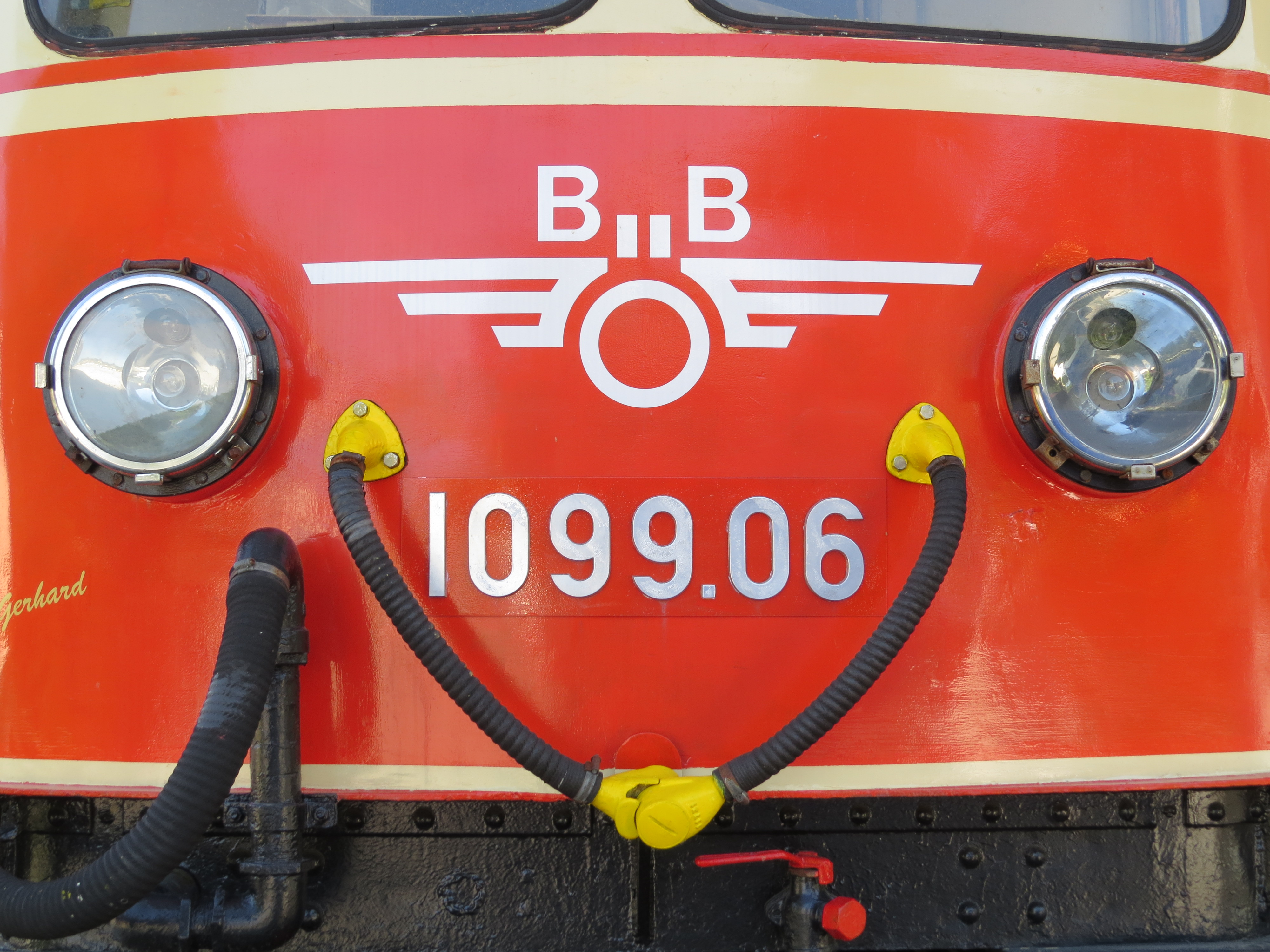
Front der in Kirchberg stehenden 1099.06 mit ÖBB Flügelrad, 21. Mai 2018

- Die 1099.15 erlitt bei einem Unfall am 11. Februar 1981 schwere Schäden, wurde als Ersatzteilspender ausgeschlachtet und 1982 ausgemustert. Ansonsten sind immer noch alle Lokomotiven vorhanden, im Falle der 1099.004 allerdings nahezu unkenntlich.

- Die 1099.02 sollte als Ausstellungsstück im Technischen Museum in Wien ihren Platz finden und dort mit 102 Jahren die weltweit am längsten im Einsatz gewesene Elektrolok und auch älteste E-Lok im Museum sein, sie befindet sich jedoch seit Jahren unzugänglich in einem Depot des TMW.[9]

- Im Mai 2015 wurden die 1099.001, 008, 011 und 016 nach Ober-Grafendorf überstellt. Erstgenannte wurde an den Club Mh.6 verkauft, die anderen drei an ihn verliehen.

- 1099.003, 005, 009 und 012 wurden im Juli 2015 an die private Eisenbahnwerkstätte CFI (Calea Ferata Ingusta) in Rumänien verkauft, ein Erhalt als statische Schaustücke ist vorgesehen. Der Fahrzeugkasten der als Ersatzteilspender ausgeschlachteten 1099.04 wurde vom selben Unternehmen erworben und zu einem Fahrradtransportwagen für die Waldbahn Moldovița umgebaut.

- Die 1099.006 wurde optisch und technisch aufgearbeitet, nach Kirchberg an der Pielach überstellt und steht gemeinsam mit dem Mariazellerbahn-Waggon 3110 „Kirchberg an der Pielach“ als Ausstellungsstück am Kirchberger Bahnhof.[10]

- Die 1099.010 (E 10) erhielt vor der Sommersaison 2021 ein neues Design in den Farben Gold und Braun, dessen Linienführung an das klassische Jaffa-Design der ÖBB erinnert.[11] 2022 erhielt die E 7 denselben Neulack.

- Am 9. September 2021 wurde die 1099.011 durch die 1099.010 (E 10) von Obergrafendorf in die Werkstatt am St. Pöltner Alpenbahnhof überstellt. Sie wurde in der Folge wieder fahrtüchtig gemacht, bekam wie die E 14 ebenfalls das Jaffa-Design und wird somit im Betrieb als Nostalgielok E 11 verkehren.

| Hersteller   | Fabriks- Nummer | Baujahr | ÖBB-Nr.  | Besitzer                              | Standort            | Zustand                                                | Lackierung | Wappen                                       |
| ------------ | --------------- | ------- | -------- | ------------------------------------- | ------------------- | ------------------------------------------------------ | ---------- | -------------------------------------------- |
| Krauss/Linz  | 8               | 1909    | 1099.001 | Club Mh.6                             | Obergrafendorf      | vollständig                                            | Jaffa      | St. Pölten (nicht erhalten)                  |
| Krauss/Linz  | 9               | 1909    | 1099.002 | Technisches Museum Wien               | Lokhalle Marchegg   | vollständig                                            | Jaffa      | Gösing (vorhanden, gehört dem Club Mh 6)     |
| Krauss/Linz  | 10              | 1909    | 1099.003 | CFI (Rumänien)                        | Crișcior            | ???                                                    | (Jaffa)    | Weinburg (nicht erhalten)                    |
| Krauss/Linz  | 11              | 1909    | 1099.004 | Waldbahn MoldovițaSammlung Grafenberg | MoldovițaGrafenberg | umgebaut zu FahrradwagenAusstellungsstück (eine Front) |            | Frankenfels (nicht erhalten)                 |
| Krauss/Linz  | 12              | 1909    | 1099.005 | CFI (Rumänien)                        | Crișcior            | ???                                                    | (Jaffa)    | Schwarzenbach/P. (nicht erhalten)            |
| Krauss/Linz  | 13              | 1909    | 1099.006 | Gemeinde Kirchberg/P.                 | Kirchberg/Pielach   | Denkmal                                                | Jaffa      | Kirchberg/P.                                 |
| Krauss/Linz  | 14              | 1909    | 1099.007 | NÖVOG                                 | St. Pölten          | in Betrieb                                             | braun-gold | Mariazell (bis 2013, nicht erhalten)         |
| Weitzer/Graz |                 | 1910    | 1099.008 | NÖVOG (Leihgabe an Club Mh.6)         | Obergrafendorf      | Front 1 nach Unfall beschädigt                         | Jaffa      | Loich (bis 2007, nicht erhalten)             |
| Krauss/Linz  | 15              | 1910    | 1099.009 | CFI (Rumänien)                        | Crișcior            | ???                                                    | (Jaffa)    | Rabenstein/P. (nicht erhalten)               |
| Krauss/Linz  | 16              | 1910    | 1099.010 | NÖVOG                                 | St. Pölten          | in Betrieb                                             | braun-gold | Hofstetten-Grünau (bis 2007, nicht erhalten) |
| Krauss/Linz  | 17              | 1910    | 1099.011 | NÖVOG                                 | St. Pölten          | in Betrieb                                             | Jaffa      | Puchenstuben (nicht erhalten)                |
| Krauss/Linz  | 18              | 1910    | 1099.012 | CFI (Rumänien)                        | Vișeu de Sus        | Denkmal                                                | braun      | Hofstetten-Grünau (ab 2007, nicht erhalten)  |
| Krauss/Linz  | 19              | 1910    | 1099.013 | NÖVOG                                 | St. Pölten          | Ersatzteilspender                                      | braun      | Annaberg (bis 2007, nicht erhalten)          |
| Krauss/Linz  | 20              | 1910    | 1099.014 | NÖVOG                                 | St. Pölten          | in Betrieb                                             | Jaffa      | Nostalgie                                    |
| Floridsdorf  | 38              | 1914    | 1099.015 | –                                     | –                   | verschrottet nach Unfall                               | -          | -                                            |
| Floridsdorf  | 39              | 1914    | 1099.016 | NÖVOG (Leihgabe an Club Mh.6)         | Obergrafendorf      | vollständig                                            | Jaffa      | Ober-Grafendorf                              |

## Technische Beschreibung

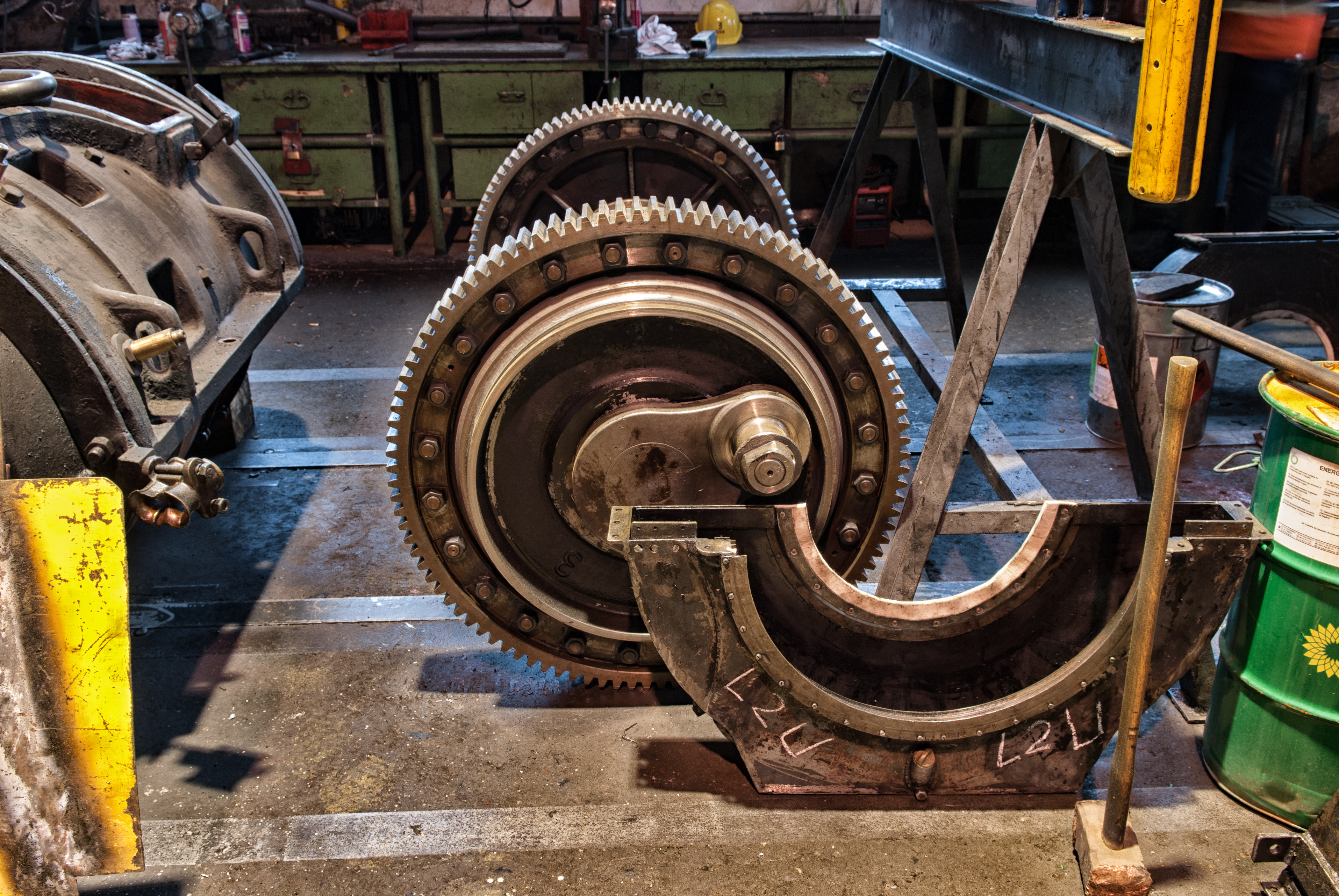
Blindwelle mit Gehäuse der 1099.010 aufgenommen 2013 während einer Revision

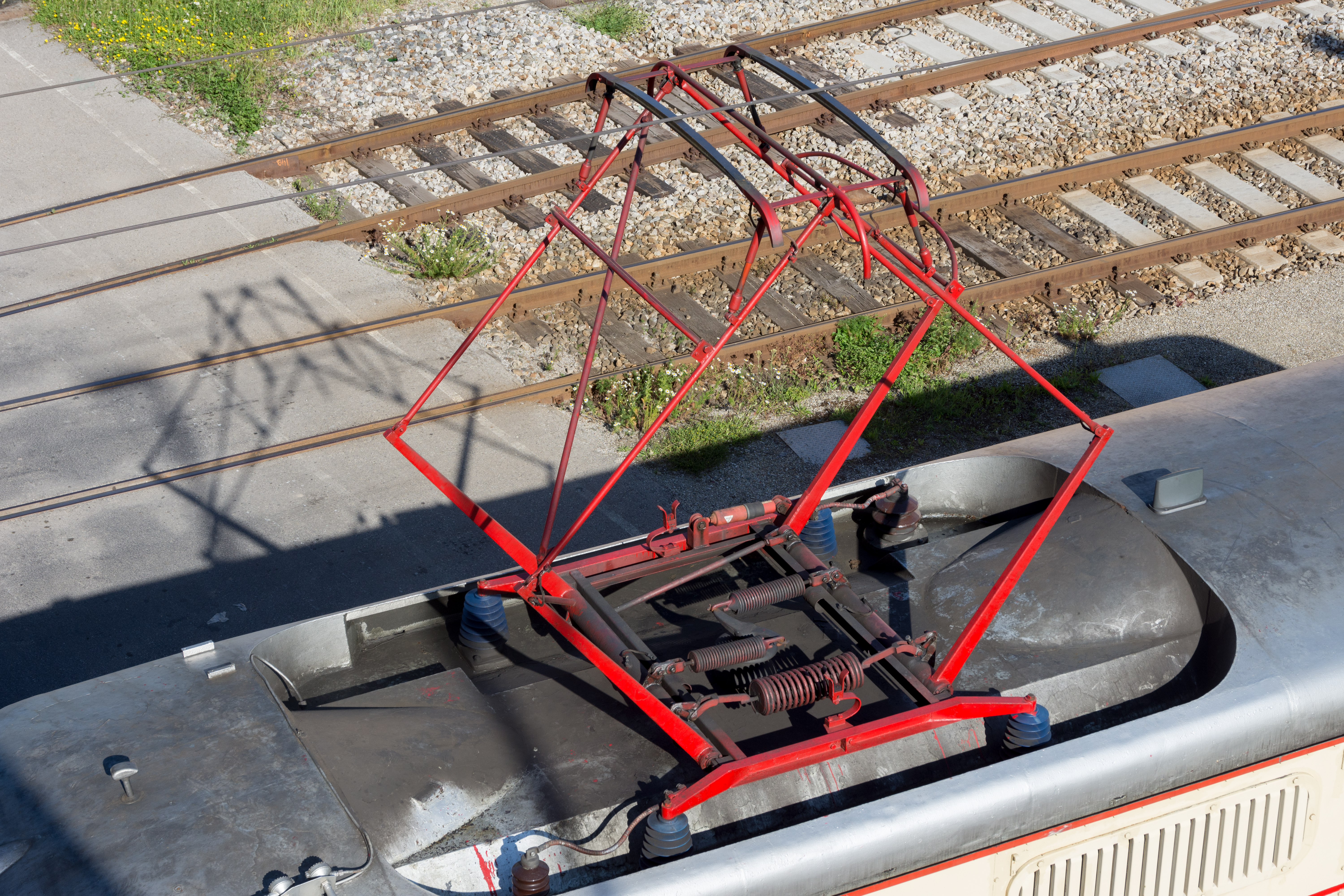
Stromabnehmer der 1099.14

Da es zur Bauzeit noch kaum Vorbilder für einen solchen Loktyp gab, leistete Krauss & Comp. bei der Konstruktion der Lok Pionierarbeit. Auch heutige Elektrolokomotiven werden immer noch nach ähnlichen Grundsätzen konstruiert.
Die Maschinen besitzen einen Brückenrahmen, auf welchem ein durchgehender Lokkasten sitzt. Der Aufbau ruht auf zwei dreiachsigen Drehgestellen, welche zugleich der Kraftübertragung dienen und die Bosna-Kupplungen tragen. Der Lokkasten ist mit den Drehgestellen durch je einen Drehzapfen verbunden und stützt sich über Kugelzapfen und Gleitplatten ab.
Jedes Drehgestell (in Außenrahmenbauweise) verfügt über einen hochliegenden, fest gelagerten Fahrmotor. Der Antrieb erfolgt über Vorgelegewellen mit einer Untersetzung von 100:29 und Schlitzkuppelstangen mit Hall’schen Kurbeln. Die Lokomotiven 1 bis 8 besaßen ursprünglich eine Untersetzung von 96:33 und waren für die Talstrecke vorgesehen, die Nummern 9 bis 16 hatten dagegen dreieckige Kuppelstangen. 1937 wurden die beiden Varianten vereinheitlicht.
Das Dach trägt einen Scherenstromabnehmer Type ÖBB V mit speziellen Eiszapfenabstreifern an der Oberschere. Er besitzt einen besonders weiten Hub wegen dem großen Unterschied der Fahrdrahthöhe in den Tunnels (3.750 mm) und der Regelfahrdrahthöhe von 5.500 mm, bedingt durch den früheren Rollwagenverkehr. Im Maschinenraum darunter befinden sich die beiden selbstgekühlten Transformatoren Type WBT 325 von je 190 kVA Dauerleistung und sämtliche Hilfsaggregate. Die Fahrmotoren sind 10-polige Einphasen-Wechselstrom-Reihenschlussmotoren der Type WBM 350 mit einer Dauerleistung von je 160 kW.
An beiden Enden des Lokkastens ist jeweils ein Führerstand angeordnet. Die Steuerung erfolgte anfangs über eine neunstufige elektro-magnetische Wechselstrom-Schützensteuerung, die bei der Modernisierung Anfang der 1960er Jahre gegen eine elektro-pneumatische Gleichstrom-Schützensteuerung getauscht wurde. Wie bei den österreichischen Schmalspurbahnen allgemein üblich, verfügen die Loks über eine Saugluftbremse des Systems Hardy. Die dafür notwendige Ringkolbenpumpe sorgte nach längerer Fahrt und entsprechender Erwärmung für einen deutlichen sichtbaren Ölnebel beim Abluftrohr der Pumpe. Ebenfalls führten die Fahrwerks-Gleitlager mit Verlustschmierung zu einem auffallenden doppelten Ölstreifen entlang der Gleisanlagen.